# Dörte Lindner
Dörte Lindner, född den 22 mars 1974 i Rostock, är en tysk simhoppare.
Hon tog OS-brons i svikthopp i samband med de olympiska simhoppstävlingarna 2000 i Sydney.